# 马兰格
马兰格（法語：Maringues，法語發音：[maʁɛ̃ɡ]）是法国多姆山省的一个市镇，位于该省北部偏东，属于蒂耶尔区。

## 地理
马兰格（45°55'18"N, 3°19'49"E）面积22.11 平方千米，位于法国奥弗涅-罗讷-阿尔卑斯大区多姆山省，该省份为法国中南部省份，北起阿列省接壤，东临卢瓦尔省，南至上盧瓦爾省和康塔爾省，西接科雷兹省和克勒兹省。
与马兰格接壤的市镇（或旧市镇、城区）包括：克勒旺拉韦讷、若兹、吕济亚、圣安德烈勒科克、圣伊尼亚、圣洛尔。
马兰格的时区为UTC+01:00、UTC+02:00（夏令时）。

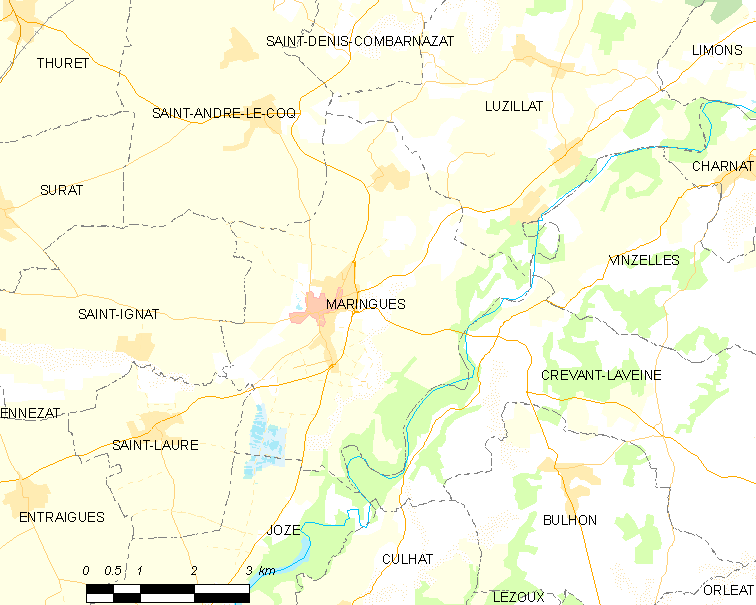
马兰格的OSM定位图

## 行政
马兰格的邮政编码为63350，INSEE市镇编码为63210。

## 政治
马兰格所属的省级选区为马兰格县，同时马兰格也是该县的中央投票站所在地。

## 人口

1962-2008年间马兰格人口变化图示

马兰格于2022年1月1日时的人口数量为3140人。